# Andres Serrano
Andres Serrano (nascut el 15 d'agost de 1950 a Nova York) és un fotògraf nord-americà. La seva obra tracta temes com la religió, la sexualitat i la mort d'una forma confrontacional, i ha anat acompanyada de forta controvèrsia i acusacions de blasfèmia.
Ha exposat a llocs de prestigi com la catedral episcopal Saint John the Divine de Nova York i el Barbican Center de Londres. Andres Serrano va ser elegit membre de ple dret de l'Acadèmia Nacional de Disseny de Nova York el 2015. Viu i treballa a Nova York.
Serrano és fill de pare hondureny i mare afrocubana. Va créixer a Williamsburg (Brooklyn) en un entorn catòlic estricte a causa del veinat italoamericà. Va estudiar al Brooklyn Museum of Art School de 1967 a 1969. Abans de la seva carrera com a fotògraf, va ser pintor i escultor.
La seva obra mostra una paleta variada de subjectes artístics: membres del Klu Klux Klan, cadàvers, sensesostres. Moltes vegades les imatges inclouen la participació de líquids corporals, com per exemple sang, sang menstrual, semen (per exemple a Blood and Semen II de 1990) o llet materna. En aquest sentit, una de les fotografies més conegudes i alhora més controvertides és la titulada Piss Christ (1987), que mostra un crucifix submergit en un recipient ple d'orina de l'artista. L'obra va ser vandalitzada el 17 d'abril de 2011 mentre s'exposava a una galeria d'Avinyó.
L'opinió de la crítica no ha estat unànime. Segons el crític Adrian Searle del diari Guardian, "les fotos de Serrano tracten de ser escabroses més que cap altra cosa. Al final el xou és tot façana, i cercar-hi pregoneses ocultes no el fa millor."
Les seves fotografies, normalment de gran format, recorden les composicions clàssiques dels mestres renaixentistes, els quals va descobrir a 12 anys al Metropolitan Museum de Nueva York. Segons l'autor el fi del seu art és cercar la bellesa a través del color, la composició i el tema.